# Politica del Canada
Il Canada divenne indipendente dal Regno Unito nel 1867 e attualmente è una federazione democratica parlamentare con il sovrano britannico come capo di Stato. La divisione amministrativa consiste in 10 province e 3 territori.

## Esecutivo
Sovrano: Carlo III (dal 2022), rappresentato dal Governatore Generale Mary Simon (2021).
Primo ministro: Mark Carney (2025)

## Parlamento
Il Parlamento del Canada (Parliament of Canada o Parlement du Canada) ha due camere: la Camera dei Comuni (House of Commons o Chambre des Communes), con 343 membri eletti per quattro anni in seggi uninominali; e il Senato (Senate o Sénat), con 105 membri nominati dal Governatore Generale su consiglio del Primo Ministro.

## Risultato delle elezioni federali del 2006
Le elezioni federali canadesi del 2006 (le 39 elezioni generali) si sono svolte il 23 gennaio 2006, per rinnovare i membri della Camera dei Comuni.
Il Partito Conservatore del Canada ha ottenuto la maggioranza relativa dei seggi: 124 su 308 (40.3%), con un incremento di 25 seggi dai 99 del 2004, ed il 36.3% dei voti (+6,7% rispetto al 29.6% del 2004). Di conseguenza il Partito Conservatore ha formato un governo di minoranza, retto da Stephen Harper divenuto il 22º primo ministro; si tratta del governo di minoranza con la più bassa percentuale di seggi detenuta dal partito di governo nella storia del Canada. La precedente esperienza di governo di minoranza, retto dal Partito Liberale del Canada, ha portato ad elezioni anticipate dopo solo un anno e mezzo.
Dopo poche ore dalla chiusura dei seggi il primo ministro in carica, il liberale Paul Martin, ha riconosciuto la sconfitta ed ha rassegnato le dimissioni da leader del Partito Liberale. Martin è stato comunque rieletto in parlamento nel suo collegio di Montréal.
La mattina del 24 gennaio Martin si è dimesso da primo ministro. Lo stesso giorno il governatore generale Michaëlle Jean ha invitato Harper a formare un nuovo governo. La successione tra Martin ed Harper è avvenuta formalmente il 6 febbraio.

### Causa delle elezioni anticipate
Queste inusuali elezioni invernali sono state causate da una mozione di sfiducia passata alla Camera dei Comuni il 28 novembre 2005. Il mattino successivo, il primo ministro Paul Martin si era incontrato con il governatore generale Michaëlle Jean, accordandosi per lo scioglimento del parlamento e l'indizione delle elezioni anticipate. La campagna è durata quasi otto settimane, la più lunga da due decadi, allo scopo di far trascorrere le vacanze natalizie.
La testimonianza alla commissione Gomery, che aveva indagato sullo "scandalo delle sponsorizzazioni", aveva indebolito il Partito Liberale, per via delle accuse di corruzione. Il primo rapporto Gomery, reso noto il 1º novembre 2005, aveva fatto emergere una "cultura del privilegio" all'interno del governo. Di conseguenza i tre partiti di opposizione e tre dei quattro parlamentari indipendenti, in maggioranza alla Camera dei Comuni, avevano votato la sfiducia (con 171 voti favorevoli contro 133 contrari) portando il paese alle elezioni anticipate, nonostante che il primo ministro Martin avesse promesso di far sciogliere il parlamento entro un mese dal secondo rapporto Gomery (che era programmato per il 1º febbraio 2006).

### Risultati
I risultati delle elezioni del 23 gennaio 2006 hanno visto, oltre all'affermazione del Partito Conservatore ed al passaggio del Partito Liberale all'opposizione, un rafforzamento del Nuovo Partito Democratico (NDP). I risultati preliminari hanno fornito una stima dell'affluenza del 64,9% degli elettori registrati, un visibile aumento rispetto al 60,9% riscontrato nel 2004.
I separatisti francofoni del Blocco del Québec hanno avuto una flessione in queste elezioni, perdendo quasi il 2% in termini di voti, ma solo 3 seggi. Gli ecologisti del Partito Verde del Canada hanno all'incirca confermato la percentuale del 2004, anche questa volta non ottenendo alcun seggio alla Camera dei Comuni.
In un paio di collegi si è reso necessario a norma di legge un nuovo conteggio dei voti per via del margine molto ridotto tra i due principali candidati, ma è stato comunque confermato il risultato con lievissime variazioni
Tabella riassuntiva delle elezioni federali canadesi del 23 gennaio 2006 Camera dei Comuni
| 2004                                              | sciogl.            | 2006    | variaz.% | n.  | %   | variaz.% |            |       |       |
| Partito Conservatore del Canada                   | Stephen Harper     | 308     | 99       | 98  | 124 | +25,3%   | 5.370.903  | 36,3% | +6,6% |
| Partito Liberale del Canada                       | Paul Martin        | 308     | 135      | 133 | 103 | -23,7%   | 4.477.217  | 30,2% | -6,5% |
| Blocco del Québec                                 | Gilles Duceppe     | 75      | 54       | 53  | 51  | -5,6%    | 1.552.043  | 10,5% | -1,9% |
| Nuovo Partito Democratico                         | Jack Layton        | 308     | 19       | 18  | 29  | +52,6%   | 2.590.808  | 17,5% | +1,8% |
| Indipendenti                                      | Indipendenti       | 90      | 1        | 4   | 1   | -        | 82.643     | 0,5%  |       |
| Partito Verde del Canada                          | Jim Harris         | 308     | -        | -   | -   |          | 665.940    | 4,5%  | +0,2% |
| Partito della Tradizione Cristiana del Canada     | Ron Gray           | 45      | -        | -   | -   |          | 28.790     | 0,2%  | -0,1% |
| Partito Progressista Canadese                     | Tracy Parsons      | 25      | -        | -   | -   |          | 14.446     | 0,1%  | 0,0%  |
| Partito Comunista del Canada (Marxista-Leninista) | Sandra L. Smith    | 69      | -        | -   | -   |          | 9.289      | 0,1%  | 0,0%  |
| Partito della Marijuana del Canada                | Blair Longley      | 23      | -        | -   | -   |          | 9.275      | 0,1%  | -0,1% |
| Partito di Azione Canadese                        | Connie Fogal       | 34      | -        | -   | -   |          | 6.201      | 0,0%  | -0,1% |
| Partito Comunista del Canada                      | Miguel Figueroa    | 21      | -        | -   | -   |          | 3.127      | 0,0%  | 0,0%  |
| Partito Libertario del Canada                     | Jean-Serge Brisson | 10      | -        | -   | -   |          | 3.003      | 0,0%  | 0,0%  |
| Altri partiti                                     | Vari               | 10      | -        | -   | -   |          | 2.506      | 0,0%  | 0,0%  |
| Vacanti                                           | Vacanti            | Vacanti | Vacanti  | 2   |     |          |            |       |       |
| Totale                                            | Totale             | 1634    | 308      | 308 | 308 | -        | 14.845.680 | 100%  |       |
| Fonte: Elections Canada                           |                    |         |          |     |     |          |            |       |       |

"variaz.%" si riferisce alla variazione rispetto alle precedenti elezioni.

## Elezioni federali 2008
Le elezioni del 14 ottobre 2008 per il 40° Parlamento del Canada si sono svolte in maniera anticipata, e hanno condotto alla riconferma del primo ministro Stephen Harper con una maggioranza relativa rinforzata rispetto alla legislatura uscente.
Camera dei Comuni, 308 seggi
- Partito Conservatore del Canada: 143 seggi
- Partito Liberale del Canada: 76 seggi
- Bloc Québécois: 50 seggi
- Nuovo Partito Democratico: 37 seggi
- Candidati indipendenti: 2 seggi